# Li Tobler
Li Tobler (* 1948; † 19. Mai 1975 in Zürich) war eine Schweizer Schauspielerin, Modell und Galeristin sowie Lebensgefährtin von H. R. Giger. 

## Leben
Li Tobler wurde 1948 in der Schweiz geboren. Über ihr frühes Leben ist wenig bekannt. Während ihres Schauspielstudiums am Bühnenstudio von Felix Rellstab bei François Simon in Zürich lernte sie 1966 H. R. Giger kennen, der bei dem Schauspieler Paul Weibel am «Rindermarkt» wohnte. 1967 zog Li Tobler mit Giger in eine leerstehende Dachwohnung eines benachbarten Abbruchhauses. Nach dem Ende des Studiums war sie eine Weile am Theater am Neumarkt Zürich. 1969 erhielt sie ein Engagement am Stadttheater St. Gallen. 1970 kehrte sie nach Zürich zurück und wohnte bei Eveline Bühler in Seefeld-Quartier, nahe bei Giger, der nun in einer Wohngemeinschaft an der Alten Feldeggstrasse wohnte. Im April des Jahres zogen Tobler und Giger in ein kleines Reihenhaus mit Garten in Zürich-Oerlikon, das Giger mit Hilfe einer Erbschaft kaufen konnte. Einige Abende trat Tobler dann im Badener Kornhauskeller mit der Theatertruppe Die Claque auf. 
1971 reisten Tobler und Giger nach London, wo beide mit Fredi M. Murer, der über ein Jahr in London wohnte, Szenen des Dokumentarfilmes Passagen in den Docklands drehten. Es war ein Film über Gigers gleichnamigen Bilderserie Passagen und beinhaltete unter anderem auch Interviews mit Giger und Li Tobler. Er wurde 1972 fertiggestellt. 1972 und 1973 tourte sie mit dem Theaterstück Meine Frau, mein Führer quer durch die Schweiz. Nach 130 Aufführungen nahm sie sich eine Auszeit vom Theaterleben. 
1974 verliess sie Giger und reiste mit einem amerikanischen Freund nach San Francisco, doch nach dreissig Tagen kehrte sie wieder zurück zu Giger. Nach diesem Zwischenfall wurde sie immer depressiver. Sie unternahm einen Suizidversuch. Giger schuf die Bilder Li I und Li II. Das waren aber nicht die einzigen Bilder, auf die Li Tobler durch Giger Einfluss hatte. Sie selbst diente auch schon als lebende Leinwand.

### Galerie Li Tobler
Ebenfalls 1974 überredete Jörg Stummer Li Tobler, in seinen Zürcher Galerieräumen eine eigene Galerie zu eröffnen, was sie mit der Galerie Li Tobler auch tat. Einzelausstellungen folgten im selben Jahr, zum Beispiel von Walter Pfeiffer sowie von Manon mit ihrer Installation Das lachsfarbene Boudoir. 1975 folgte eine Einzelausstellung von Jürgen Klauke und die Ausstellung Schuhwerk, bei deren Vernissage Giger mit ausgehöhlten Broten an den Füssen die Gäste für seinen Dokumentarfilm Giger’s Necronomicon filmte.

### Früher Tod
Die anfängliche Begeisterung mit der Galerie schlug wieder um in Lethargie und Depressionen. Am Pfingstmontag, dem 19. Mai 1975, nahm sie sich das Leben, indem sie sich erschoss. Gleich nach ihrem Tod schuf Giger eine Bronzebüste, die ihr Grab schmückte. Eine Polyester-Version dieser Büste hing im Eingangsbereich seines Hauses.

### Hommage
1976 fand in Ueli Steinles Club Ugly in Richterswil mit von Giger entworfenen Stühlen und Tischen ein Happening statt, das gleichzeitig Einweihung war und als Andenken an Li Tobler dienen sollte. Geladen waren nur Freunde von Giger. Steinle war unter anderem Manager und Verleger von Giger.
Es entstand ein fünfminütiges Filmfragment von dem Happening mit dem Namen Giger’s The Second Celebration of the Four, das 1977 erschien.
2013 schuf der englische Künstler Robert Priseman für sein Projekt Fame auch ein Bildnis von Li Tobler. Er übermalte dafür eine alte Ikone mit Öl- und Acrylfarben. Vorlage war hierfür ein Foto von Li Tobler aus dem Jahre 1973.

### Familie
Li Toblers Bruder ist der Arzt Paul («Baul») Tobler (* 1943). Durch seine Schwester lernte er Giger Ende der 1960er Jahre kennen und war an die 40 Jahre lang dessen Hausarzt und ein guter Freund.